# Chavarriella sophrosyne
Chavarriella sophrosyne är en fjärilsart som beskrevs av Louis Beethoven Prout 1932. Chavarriella sophrosyne ingår i släktet Chavarriella och familjen mätare. Inga underarter finns listade i Catalogue of Life.